# 恩斯海姆
恩斯海姆是德国莱茵兰-普法尔茨州的一个市镇。总面积3.93平方公里，总人口456人，其中男性229人，女性227人（2011年12月31日），人口密度116人/平方公里。